# Капітан (фільм, 1973)
«Капітан» — радянський короткометражний художній телефільм режисера Аян Шахмалієвої. Знятий на кіностудії «Ленфільм» в 1973 році за мотивами «Денискіних оповідань» Віктора Драгунського. У фільмі використані дитячі малюнки Петі Мосєєва, виконавця ролі Дениски.

## Сюжет
Всі останні дні, що залишилися до неділі, Денис Корабльов провів в очікуванні приїзду дядька Харитона — справжнього капітана далекого плавання. Уява малювала хлопчикові могутнього бородатого богатиря з трубкою і морським кашкетом. Дядько, що приїхав, виявився невисокою літньою людиною, одягненим в смішну піжаму. Денис готовий був розплакатися, дивлячись на цю людину. Йому було ніяково навіть пройти з ним повз вікон сусідських хлопців. Дядько зрозумів стан хлопчика і взяв Дениса з собою на тральщик, командиром якого був в роки війни. Побачивши дядька в парадній морській формі, що приймає вітання військових моряків, Дениска нарешті зрозумів, що його дядько — справжнісінький бойовий капітан.

## У ролях
- Петя Мосєєв —  Денис Корабльов
- Олексій Сироткін —  Мішка
- Маргарита Сергеєчева —  Оленка
- Ролан Биков —  дядько Харитон, капітан далекого плавання
- Валентина Теличкіна —  мама Дениса
- Микола Карамишев —  сердитий пасажир
- Людмила Ксенофонтова —  пасажирка з дівчинкою, що плаче
- Кіра Крейліс-Петрова —  пасажирка
- Сергій Полежаєв —  бородатий капітан

## Знімальна група
- Автор сценарію: Марія Звєрєва
- Режисер-постановник:  Аян Шахмалієва
- Оператор-постановник:  Борис Томаковський
- Композитор:  Ісаак Шварц
- Текст пісні: Булат Окуджава
- Художник-постановник:  Марксен Гаухман-Свердлов
- Режисер: Н. Русанова
- Оператор: С. Іванов
- Звукооператор: Т. Силаєв
- Художник-гример: Д. Смирнов
- Монтажер: Г. Субаєва
- Редактор: Ю. Холін
- Комбіновані зйомки:
  - Оператор: Г. Кокарєв
  - Художник: В. Оковитий
- Асистент режисера: А. Бурмістрова
- Асистент оператора: А. Колодзинський
- Директор: В. Беспрозванний